# أنطون شوتس
أنطون شوتس (بالألمانية: Anton Schütz)‏ هو رسام وفنان وكاتب ألماني، ولد في 19 أبريل 1894 في Berndorf, Rhineland-Palatinate ‏ في ألمانيا، وتوفي في 6 أكتوبر 1977 في نيويورك في الولايات المتحدة.